# René Swete
René Swete (11 giugno 1990) è un ex calciatore austriaco, di ruolo portiere.

## Carriera
Ha esordito il 14 giugno 2008 con la maglia dell'FavAC in occasione del match perso 2-0 contro l'Ostbahn XI.